# 포트모어

포트모어(영어: Portmore)는 자메이카 남부에 위치한 도시로 인구는 182,153명(2011년 기준)이다. 행정 구역상으로는 세인트캐서린구에 속하며 수도 킹스턴 근교에 위치한다.